# Beverly Hills Cox
(tagline del film)
Beverly Hills Cox è un film pornografico statunitense del 1986 diretto da Paul Vatelli, con protagonista Ginger Lynn.

## Trama
Vestita con una tuta trasparente di plastica rosa shocking, l'investigatrice Suzy Cox, originaria dell'Iowa, passeggia per le strade di Beverly Hills per indagare sulla scomparsa di un attore. Per raccogliere informazioni, fa persino sesso con i sospetti.

## Produzione
Le riprese del film si svolsero a Los Angeles. Ricordando Beverly Hills Cop con Eddie Murphy, soprattutto nel titolo simile, il film offre molti degli stessi temi: una straniera del Midwest che intacca il territorio della malavita californiana, la corruzione nell'alta società, elementi comici e così via.

## Premi
- 1986: Golden Screen (Germania)[2]